# Mehmed-beg Kapetanović Ljubušak
Mehmed-beg Kapetanović Ljubušak (ur. 19 grudnia 1839 w Vitinie, zm. 29 lipca 1902 w Grbavicy) – hercegowiński zbieracz przekazów ustnych, tłumacz literatury orientalnej, publicysta, działacz kulturalny i polityczny w okresie Austro-Węgier, burmistrz Sarajewa.

## Życiorys
Był najstarszym synem Ali-bega Kapetanovicia, szefa okręgu (kajmeka) w Ljubuškach i matki z rodu Atlagiciów. Początkowo nauki pobierał w medresie w Ljubuškach, gdzie uczył się języków: tureckiego, arabskiego i perskiego. W 1862 został członkiem rady powiatowej w Ljubuškach. W 1865 mianowano go szefem okręgu  w Stolacu. W mieście tym ożenił się z córką kapitana Rizvanbegovića. W 1876, w szczytowym momencie powstania w Hercegowinie, zrezygnował ze stanowiska i przeprowadził się do Sarajewa. Tutaj ponownie się ożenił (tym razem z córką Mustaja-paszy Babića).
W 1877 mianowano go burmistrzem Sarajewa, którym pozostawał do marca 1878 i potem ponownie, od 1893. Podróżował wówczas dużo po innych krajach, prowadził badania leksykograficzne i onomastyczne, zbierał podania ludowe i publikował dzieła literackie. W kwietniu 1899 zrezygnował ze stanowiska z uwagi na zły stan zdrowia. Zmarł w swojej letniej rezydencji w Grbavicy.
Zebrane przez siebie utwory ludowe opublikował w obszernych zbiorach zatytułowanych Narodno blago (1887) i Istočno blago (1886). W kwietniu 1891 stanął na czele gazety „Bošnjak”, której właścicielem pozostawał do wydania jej 17. numeru. Narodno blago stało się jednym z fundamentów odrodzenia literatury bośniackiej, a Kapetanović Ljubušak był pionierem tego odrodzenia. Był muzułmaninem tak zwanego nurtu postępowego i uważał, że „boszniactwo” to więcej niż islam. Pozostawał gorliwy religijnie, przy czym religia nie była dla niego celem samym w sobie. Traktował ją raczej jako środek do scentralizowania Bośniaków.